# ミシュリーヌ・オステルメイヤー
ミシュリーヌ・オステルメイヤー（Micheline Ostermeyer 1922年12月23日 - 2001年10月17日）は、フランスの陸上競技選手、ピアニスト。
フランスパ＝ド＝カレー県ラング＝デュ＝フリエールで生まれ、チュニジアで育つ。チュニジアではピアノを学び、その後、音楽学校へ通うためにフランスへ。そこで第二次世界大戦に巻き込まれる。戦争後に、チュニジアに戻り、そこでバスケットボールに出会う。スポーツのおもしろさに見せられた彼女は、音楽を続けながら、陸上競技も始めるようになり、フランスでの競技会で優勝するようになる。
そんな彼女の名を一躍世界中に広めたのが1948年に開催されたロンドンオリンピックである。彼女は、砲丸投・円盤投の金メダルと走高跳の銅メダルの3つのメダルを獲得する。
この記録は、同大会では、4つの金メダルを獲得した「20世紀を代表する女性アスリート」フランシナ・ブランカース＝クンに次ぐ記録である。
（ちなみにフランスでは女性で一大会で３つのメダルという記録は、2004年アテネオリンピックでのロール・マナドゥが二人目である。）
1950年にスポーツから引退した後は、フランスのセーヌ＝マリティーム県に移り住み、音楽を追求し続けた。